# Генрі Голдінг
Генрі Голдінг (англ. Henry Golding; нар. 5 лютого 1987, Бетонг, Саравак, Малайзія) — англо-малайзійський актор, модель і телеведучий. Довгий час він вів шоу про подорожі на BBC, пізніше завоювавши популярність завдяки ролі у фільмі «Шалено багаті азійці», вихід якого справив фурор у світі.

## Біографія
Генрі Голдінг народився в Сараваку, Малайзія. Його мати має ібанське коріння, а батько — англієць. Коли Генрі було 8 років, його сім'я переїхала в Суррей, де він почав ходити в школу The Warwick School. У 21 рік він переїхав до Куала-Лумпур, щоб зніматися в кіно, після того, як два роки пропрацював перукарем на Слоун-стріт в Лондоні.

## Кар'єра
У березні 2017 року стало відомо, що Голдінг отримав роль у фільмі «Шалено багаті азійці», історії про сучасну Попелюшку — китаянку з США (Констанс Ву), яка несподівано дізнається, що її обранець і його сім'я казково багаті, от тільки всі вони налаштована проти неї. Фільм вийшов в прокат в 2018 році і став сенсацією, три тижні протримавшись у лідерах національного бокс-офісу. Після цього Голдінг «прокинувся» знаменитим. У тому ж році вийшов фільм Пола Фіга «Просте прохання», в якому Голдінг виконав роль чоловіка героїні Блейк Лайвлі. Також в картині зіграла Анна Кендрік.
У 2018 році Голдінг став «Людиною року» за версією журналу GQ (першим азійцем, що з'явилися на обкладинці цього видання) і увійшов у список Variety «10 акторів, за творчістю яких треба слідкувати». У 2019 році обличчя Голдінга прикрасило спеціальне видання Vanity Fair Hollywood issue і весняну обкладинку журналу «W». На виставці CinemaCon він отримав статус «Актор завтрашнього дня».
У листопаді 2019 року актора можна було побачити в романтичній комедії «Різдво на двох» в парі з зіркою «Ігри престолів» Емілією Кларк. Сценарій до неї написаний Еммою Томпсон з класичної пісні Джорджа Майкла «Last Christmas». В середині лютого 2020 року в прокат вийде кримінальна комедія Гая Річі «Джентльмени». Крім Голдінга у фільмі знялися Меттью Макконахі, Чарлі Ханнем, Х'ю Грант, Колін Фаррелл і Мішель Докері. Генрі виконав у фільмі роль безпринципного азійського кримінального авторитета, відомого під ім'ям Сухе Око.
Відомо, що в розробці знаходяться два продовження картини «Шалено багаті азійці». Також в даний момент тривають зйомки пригодницького бойовика «Снейк Айз», спін-оффу франшизи «Кидок кобри», в якому Голдінг виконує головну роль.

## Особисте життя
З серпня 2016 року Генрі Голдінг одружений з Лів Ло (телеведуча та інструктор з йоги). Вони познайомилися у 2011 році. Перед весіллям актор зробив спеціальний обряд переходу в нове життя, подорожуючи по джунглях Борнео.

## Фільмографія
| Рік  |    | Українська назва                     | Оригінальна назва                     | Роль                       |
| ---- | -- | ------------------------------------ | ------------------------------------- | -------------------------- |
| 2009 | ф  |                                      | Pisau Cukur                           | Іскандар Тан Шрі Мурад     |
| 2018 | ф  | Шалено багаті азійці                 | Crazy Rich Asians                     | Нік Янг                    |
| 2018 | ф  | Просте прохання                      | A Simple Favor                        | Шон Таунсенд               |
| 2019 | ф  | Мусон                                | Monsoon                               | Кіт                        |
| 2019 | ф  | Щасливого Різдва                     | Last Christmas                        | Том                        |
| 2019 | ф  | Джентльмени                          | The Gentlemen                         | Нелюдь                     |
| 2021 | ф  | Снейк Айз                            | Snake Eyes                            | Снейк Айз                  |
| 2021 | мс | Зоряні війни: Видіння                | Star Wars: Visions                    | Цубакі (епізод: "Акакірі") |
| 2022 | ф  | Переконання                          | Persuasion                            | містер Еліот               |
| 2023 | ф  | Клуб найманих вбивць                 | Assassin Club                         | Морган                     |
| 2023 | ф  | У центрі Оул                         | Downtown Owl                          | Венс Друїд                 |
| 2024 | мф | Учень тигра                          | The Tiger's Apprentice                | містер Ху                  |
| 2024 | ф  | Міністерство неджентльменської війни | The Ministry of Ungentlemanly Warfare | Фредді Альварес            |
| 2025 | ф  | Ще одна проста послуга               | Another Simple Favor                  | Шон Таунзенд               |
| 2025 | с  | Дев'ять ідеальних незнайомців        | Nine Perfect Strangers                | Пітер (2-й сезон)          |
| 2025 | ф  | Стара гвардія 2                      | The Old Guard 2                       | Туах                       |